# 牧羊犬

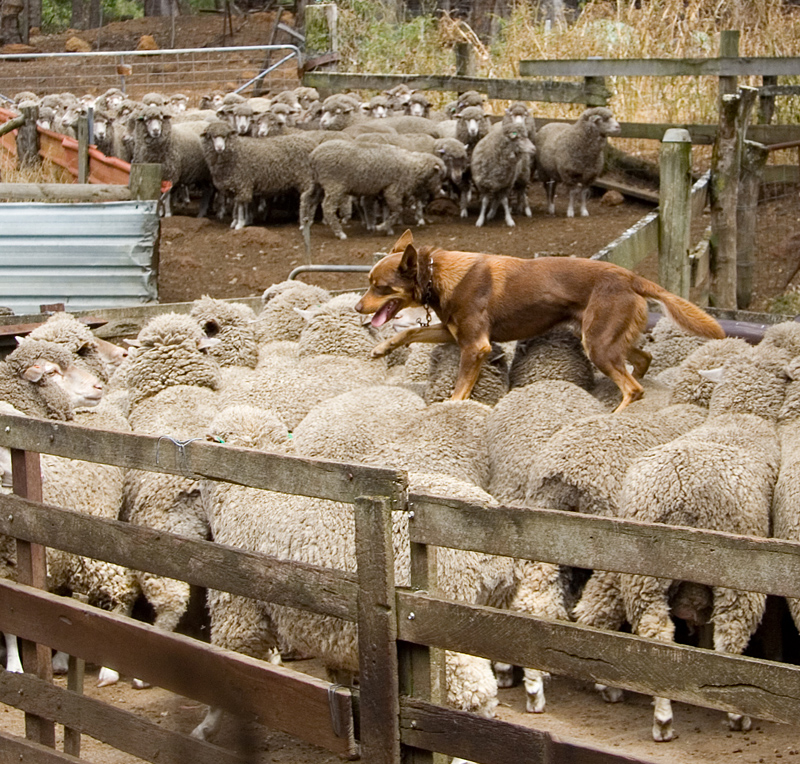
羊の背中の上を歩くオーストラリアン・ケルピー

牧羊犬（ぼくようけん）あるいは牧畜犬（ぼくちくけん）は、牧場で放牧している家畜（主に羊）の群れの誘導や見張り、人間による盗難やオオカミなどの捕食動物から守るように訓練された作業犬（ワーキングドッグ）である。シェパード・ドッグ（英: Shepherd Dog）とは、羊飼いの犬と言う意味である。

## 概要
元々は見張りの役割が主で、強い大型犬種がその役割を担っていたが、安全管理技術の向上などで外敵からの被害が減少するにつれて、散らばる羊の群れを誘導する時に活発に動けるように機敏な中型犬・小型犬種が選ばれるようになった。大型犬種は羊の群の見張りや外敵を防ぐタイプ（ガーディングドッグ）、中型犬・小型犬種は機敏さを活かし散らばる羊の群を誘導するタイプ（ハーディングドッグ）、と役割によって使い分けられている。「シープドッグ」と付く犬種は牧羊犬として生み出された品種がほとんどである。
ヨーロッパでは牧羊犬種は牧羊・牧畜での働きが主でペットとして飼われることは無かったが、牧羊犬としての需要が減った犬種はペットとして飼われたりショードッグとして活躍するようにもなった。イスラム圏ではペットとして飼われることは少なく牧羊犬としての働きが大きい。

## 歴史
牧羊犬の起源はイラン周辺が発祥だと考えられており、紀元前4300年頃のトルキスタンや古代エジプトの地層から羊の骨とともに牧羊犬とみられる犬の骨が発見されている。この時代は羊の群れの誘導というよりも盗難防止の役割をしていたのではないかと考えられている。
青銅器時代になると人々は定住し牧畜を始め、羊の毛・皮・肉は重要な生産物となり、青銅器文化と共に群れの誘導などの訓練がなされた牧羊犬も中東からヨーロッパや東アジアに拡がっていった。家畜の飼育が盛んになった紀元前2500年頃の地層からは、牧羊犬種の祖先とみられる骨が発見されており、その後、ヨーロッパ各地で交配によって多様な犬種が生み出された。牧羊犬は作業犬の範疇だったがアメリカンケネルクラブは1983年から牧羊牧畜犬グループを独立させた。

## 主な犬種
- アイスランド・シープドッグ
- イースト・ヨーロピアン・シェパード
- イングリッシュ・シェパード・ドッグ
- ウェルシュ・コーギー
- ウェルシュ・シープドッグ
- オーストラリアン・シェパード
- オールド・イングリッシュ・シープドッグ
- オールド・ジャーマン・シェパード・ドッグ
- クロアチアン・シープドッグ
- サボイ・シープドッグ
- シェットランド・シープドッグ
- ジャーマン・シーププードル
- ダッチ・シェパード
- ニュージーランド・ハンタウェイ
- ニュージーランド・ヘディング・ドッグ
- マクナブ・ドッグ
- ビアデッド・コリー
- ピレニアン・シープドッグ・ロングヘアード
- ベルジアン・シェパード・ドッグ
- ブーヴィエ・デ・フランドル（Bouvier des Flandres）
- ボーダー・コリー
- ムーディ

## 物語の中の牧羊犬
- アルプスの少女ハイジ (アニメ)：セント・バーナードのヨーゼフ
- フランダースの犬 (アニメ)：パトラッシュ
- ベイブ (映画)：牧羊犬のレックスとフライ
- ひつじのショーン：牧羊犬のビッツァー
- 銀牙伝説WEED：ラム
- 涼宮ハルヒちゃんの憂鬱：牧羊犬